# Estação Kantemirovskaia
Kantemirovskaia (em russo:  Кантемировская) é uma das estações da linha Zamoskvoretskaia (Linha 2) do Metro de Moscovo, na Rússia. Estação «Kantemirovskaia» está localizada entre as estações «Tsaritsyno» e «Kachirskaia».